# Kyōko Kumagai
Kyoko Kumagai (jap. くまがい 杏子, Kumagai Kyōko; * 14. Februar 1983 in der Präfektur Yamaguchi) ist eine japanische Mangaka. Ihr Debüt als Mangaka gab sie mit der Geschichte Kimi no Te de, Atashi o im Jahr 2006. Derzeit zeichnet sie für das Magazin Sho-Comi. In Deutschland erschienen ihre Mangas Der purpurne Fächer bei Egmont Manga und Miyako – Auf den Schwingen der Zeit bei Tokyopop. Ihre Geschichten sind dem Genre Shōjo zuzuordnen.
Die Sammelbände von Der purpurne Fächer verkauften sich in Japan je über 70.000-mal. Der zehnte Band ihrer neuesten Serie, Miyako – Auf den Schwingen der Zeit, verkaufte sich in der ersten Woche der Veröffentlichung Ende 2016 fast 20.000 mal.

## Werke (Auswahl)
- Kimi no Te de, Atashi o (キミの手で、あたしを; 2006)
- Hatsumei Princess (はつめいプリンセス, Hatsumei Purinsesu; 2006)
- Hōkago Orange (放課後オレンジ, Hōkago Orenji; 2007)
- Der purpurne Fächer (あやかし緋扇, Ayakashi Hisen; 2011 bis 2014, 12 Bände)
- Hoffnungsschimmer (桐原実加のゆううつ, Kirihara Mika no Yūutsu, 2012, 1 Band)
- Miyako – Auf den Schwingen der Zeit (片翼のラビリンス, Henyoku no Rabirinsu [= Labyrinth]; 2014 bis 2016, 10 Bände)
- Chocolate Vampire (チョコレート・ヴァンパイア, 2017 bis 2021, 18 Bände)
- Magic Circle Chrono Canon (魔法陣クロノカノン Mahōjin Chronocanon, 2022 bis 2023, 3 Bände)